# Salisbury (album)
 For alternative betydninger, se Salisbury (flertydig). (Se også artikler, som begynder med Salisbury)
Salisbury er det andet studiealbum fra det britiske hård rock-band Uriah Heep. Det blev udgivet i februar 1971, og det blev produceret af Gerry Bron.
Til forskel fra deres første album, så blev halvdelen af sangene på albummet tilskrevet Ken Hensley alene, modsat samarbjdet mellem og Box/Byron på debuten.
Salisbury blev oprindeligt udgivet på pladeselskabet Vertigo, ligesom forgængeren ...Very 'Eavy ...Very 'Umble, men begge blev snart genudgivet, da bandet skrev kontrakt med det nye Bronze Records forud for udgivelsen af deres tredje album. Albumcoveret har et billede af britisk Chieftaintank, der er forbundet med titlen, da Salisbury Plain i Wiltshire er et militært øvelsesområde.
Albummet indeholder sangen "Lady in Black", der var gruppens første top-10 hit i både Tyskland og Schweiz.

## Spor
Side 1
| #  | Titel           | Længde |
| -- | --------------- | ------ |
| 1. | "Bird of Prey"  | 4:13   |
| 2. | "The Park"      | 5:41   |
| 3. | "Time to Live"  | 4:01   |
| 4. | "Lady in Black" | 4:44   |

Side 2
| #  | Titel            | Længde |
| -- | ---------------- | ------ |
| 1. | "High Priestess" | 3:42   |
| 2. | "Salisbury"      | 16:20  |